# Cyclops quadricornis
Cyclops quadricornis – gatunek widłonoga z rodziny Cyclopidae.
Gatunek ten po raz pierwszy zgodnie z zasadami nazewnictwa binominalnego opisał w 1758 roku szwedzki przyrodnik Karol Linneusz w 10. wydaniu Systema Naturae. Autor nadał mu nazwę Monoculus quadricornis, a jako miejsce typowe wskazał „wody Europy”.